# 熱帶性低氣壓WP072025
熱帶性低氣壓WP072025，是2025年太平洋颱風季第7個獲聯合颱風警報中心升為熱帶低氣壓的熱帶氣旋，東北亞於2025年7月受此系統直接或間接影響而持續降下暴雨，進而導致在韓國造成超過20人死亡。

## 氣象歷史
隨著原本丹娜絲颱風減弱後的低氣壓逐漸向西遠離台灣，一個熱帶擾動在其東邊生成並向西北靠近長江口，美國海軍研究實驗室給予其擾動編號92W。日本氣象廳率先在7月11日晚間將其升格為熱帶性低氣壓。中國氣象局於12日下午6時起對此系統发布热带低压预报，聯合颱風警報中心同時對其發布熱帶氣旋形成警報。
聯合颱風警報中心隨後在13日上午5時認定轉化為熱帶低氣壓，給予熱帶氣旋編號07W。此時系統中心位于浙江省舟山市东偏北方大约215公里的东海北部海面上，以每小时20至25公里的速度向东偏北方向移动並持續增強。日本氣象廳在當日晚間8時指此系統在濟州海峽分離出另一個低壓區。
中国天气频道气象分析师信欣指此系統隨後在14日7时前后在日本九州熊本县附近沿海登陆，並預期會和西风槽冷涡合并，而日本氣象廳最終在14日下午2時認定此系統與原先分離出的低壓區合併為一溫帶氣旋進入日本海並發布烈風警告。
聯合颱風警報中心在此系統監測期間皆評級為副熱帶低壓，僅有給予編號後的數報的評級為熱帶性低氣壓，而聯合颱風警報中心就此系統巔峰狀態依赫伯特-波蒂特分析法評為2.5，並將近中心最大風力自動分析為35節。聯合颱風警報中心雖在14日上午8時對其發佈最後警報，但直至15日上午2時才終止對此系統定位追蹤。

## 災害

此為大韓民國氣象廳針對當年第11號熱帶性低氣壓發布最終報告

### 韓國
- 當地評定巔峰強度分級：（KMA）
- 當地評定最大持續風速：15每秒（29節；54每小時）（十分鐘）
- 當地評定中心最低氣壓：1,004百帕斯卡（29.65英寸汞柱）

大韓民國氣象廳在7月13日認定此系統轉性為溫帶氣旋。然而，大韓民國氣象廳在前一日便預測濟州島、全罗南道及慶尚南道會有明顯降雨，隨後在13日將降雨區域擴大至嶺東地方。大韓民國氣象廳在13日下午4時15分表示，受到此系統及北方的西風槽影響，韓國整體受到冷、暖空氣交互作用而加劇雨勢，並指雨區會逐漸從慶尚北道等中部地區擴散至全國，並針對韓國的南部地區發布暴雨注意報。大韓民國氣象廳在7月14日指降雨仍持續，隨後在16日稱以中部地區和全羅圈為中心會有強降雨發生，並針對忠清南道發布暴雨警報。
韓國中央災難安全本部在7月17日將防災應變等級自第一級升至第二級，並在當日傍晚升到最高級別，為2023年暴雨事件後首次。大韓民國總統李在明在18日視察中央災難安全本部並主持暴雨应对会议時指示「国家的首要任务是保障国民的生命和安全，并指示动员一切资源和行政力量，全力预防事故发生。」
大韓民國氣象廳在17日的記者會指出，此次强降雨因南部地区温暖湿润空气与北部地区寒冷干燥空气交汇处形成的中尺度低气压系统停滞不前，导致以忠清圈为中心的地区出现每小时80毫米以上的强降雨，自16日午夜至17日下午3時，忠清南道瑞山市累計降水量達519毫米，此為1968年當地開展氣象觀測以來的最高值。忠清南道瑞山市的總累積降雨量創下200年以來的歷史紀錄，此後於17日凌晨1時46分開始的時雨量達114.9毫米亦創下歷史新高，降雨直至清晨5至6時左右，氣象觀測設備因雷擊而毀損導致無法測量判断实际降雨总量。韓國全境的雨勢直到19日才趨緩，韩国多地遭遇连续五日的极端强降雨袭击，引发泥石流、山洪和房屋倒塌等严重灾害，多条铁路线亦因洪涝停运，交通运输安全和秩序受到严重影响。
韓國中央災難安全本部在20日下午6時解除三级应急响应机制，並將暴雨危机警报级别从“严重”下调两级至“注意”。是次強降雨造成有超過1.4万人紧急撤离。韓國政壇朝野政黨在雨勢趨緩後勘災，李在明事後指示重建工作。受災民眾質疑政府應對不力，全罗南道的農牧業亦在此次強降雨遭受沉重打擊，財產損失估計達5.7億韓圜。李在明在災後於韓國總統室主持內閣會議時批評於災害期間仍舉辦餐會、酒會的政治人物，並指示從嚴懲處不採取措施行事的公職人員。
災害救援救援時期直至22日中午結束，仍有7名失蹤人員下落不明，而韓國在此次強降雨當中已有21人死亡。農林畜產食品部則表示至22日為止，共超過178万多头家畜死亡、5.5公顷畜舍受损，並有2.9111万公顷农作物被淹。

### 朝鮮
朝鮮民主主義人民共和國气象水文局在7月14日至15日於分別在高城郡測得184.9毫米、安邊郡測得124.5毫米、通川郡測得113.4毫米、漁郎郡測得112.7毫米、鏡城郡測得110毫米、化城郡測得104.6毫米及文川市測得104.5的累積雨量，並預測冷、暖空氣形成的滯留鋒會在7月20日至23日這段期間影響朝鮮。朝鮮勞動黨在是次系統直接或間接影響的期間下達指示要求舉國做好防汛及災防工作。韓國統一部在7月22日指朝鮮政府於7月18日從韓朝界河臨津江上游的黃江大壩泄洪，並稱正力爭邊境地區免受強降雨帶來的損失，且呼籲朝方從人道主義角度出發提前通報大壩泄洪；截至18日晚上7時20分，韓國境內臨津江最上游的京畿道漣川郡必勝橋水位已升至0.7米，較此前3小時的0.49米有所上漲。部份社群資訊顯示，朝鮮因發生集中豪雨，促使黃江大壩為緩解水庫壓力而洩洪，但具體數據則不明確。

### 日本
此系統將西南風帶入沖繩群島，為九州和奄美群島帶來零星降雨，佐賀縣唐津市在7月12日下午6時的時雨量達30.5毫米。在此系統影響期間，神奈川縣有兩人受傷，並在宮崎縣、岐阜縣、長野縣、東京、群馬縣、神奈川縣和福島縣造成23棟房屋淹沒及毀損。日本外務大臣岩屋毅及日本駐韓大使水嶋光一在降雨事件後，於21日向韓國表示慰問。

### 中國大陸
- 當地評定巔峰強度分級：（CMA）
- 當地評定最大持續風速：13每秒（25節；47每小時）（二分鐘）
- 當地評定中心最低氣壓：991百帕斯卡（29.26英寸汞柱）

浙江省在7月12日至13日受到此系統及偏东气流影响，有分散性雷阵雨天气，使浙江大部地区气温得到压制。此系統與季风槽内的暖式切变构成了强降水的主要动力，並因西南季風與副热带高压南侧的偏东风交汇達成异常充沛的水汽条件，使杭州主城区在12日下午4至5时的时雨量达到39毫米，玉环市近48小时累计降雨量达102.1毫米，而杭州九溪一带有一些游客来不及撤离被水困住，救援一直持续到当晚10时。中國駐韓大使戴兵於21日透過X向韓國此次降雨後的遇难者表示哀悼，並向遗属和受伤人员致以诚挚慰问。

## 釋義
1. ↑  聯合颱風警報中心是一個聯合美國海軍和美国空軍的專責小組，並會為西北太平洋或其他洋域發出熱帶氣旋警告並編號。其編號有正式編號與通用編號兩種：前者由2個英文字母及6位數組成，前兩位為洋域代碼（WP代表西北太平洋，包括南海、東海），中間兩位代表熱帶氣旋當年在洋域內之形成次序，後四位為當年公元紀年（2025）；後者則由兩位數及一個英文字母組成，前兩位數指熱帶氣旋於當年在英文字母所表示的區域內形成次序，英文字母為洋域代碼（W同前述之WP範圍），此編號系統每年重新開始，故無專屬性。換言之，「WP072025」及「07W」皆指這熱帶性低氣壓是2025年第7個於西北太平洋（包括南海、東海）區域內形成的熱帶氣旋，惟注意「07W」指稱此系統僅限於2025年[5]。
2. ↑  如同德沃夏克分析法是以評估熱帶氣旋強度，聯合颱風警報中心採赫伯特-波蒂特分析法分析副熱帶氣旋強度[12]。